# HD 47536 b

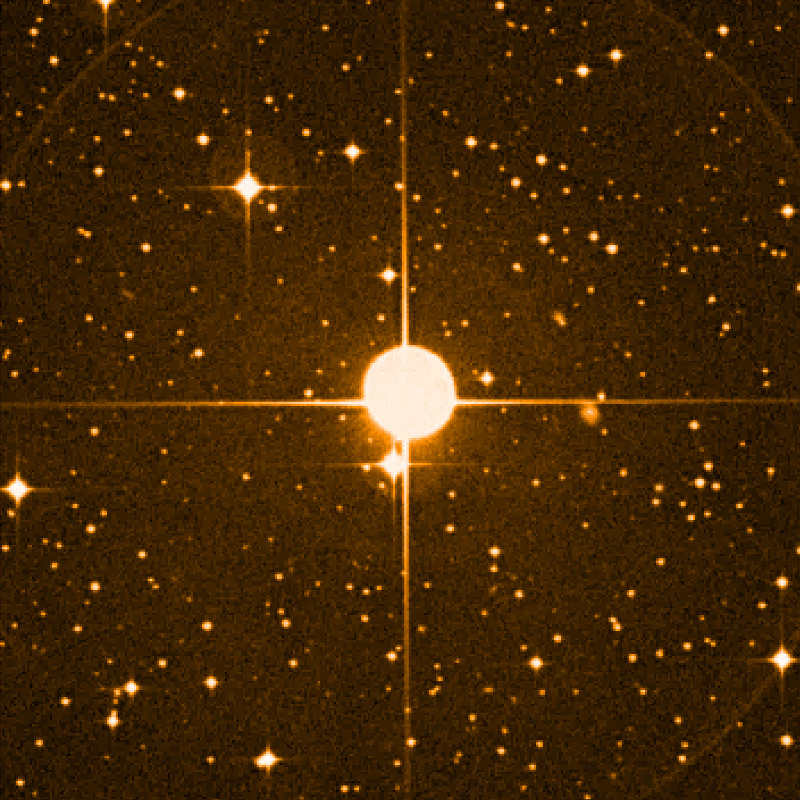

HD 47536 b는 큰개자리 방향으로 지구로부터 약 396광년 떨어진 곳에 있는 외계 행성이다. 어머니 항성은 분광형 K의 거성 HD 47536이다. 이 행성의 정확한 질량과 공전궤도 반지름은 알려져 있지 않다. 질량은 궤도경사각 크기에 따라 최소 목성의 약 4.96배부터 최대 약 9.67배까지 가능할 것이며, 궤도 반지름도 약 1.61 ~ 2.25 천문단위 사이일 것이다. 정확한 값을 얻으려면 어머니 항성의 질량을 알아야 한다.
현재 허블 우주 망원경을 이용하여 이 행성의 정확한 궤도경사각을 재고 있다. 2009년 중순까지 나올 것이었다.

## 같이 보기
- HD 47536 c